# 錫拉邁埃卡勒夫足球俱樂部
錫拉邁埃卡勒夫足球俱樂部是愛沙尼亞錫拉邁埃的一家足球俱樂部。俱樂部成立於1951年。錫拉邁埃卡勒夫足球俱樂部是愛沙尼亞足球甲級聯賽的创始俱乐部之一。球队的主場为錫拉邁埃卡勒夫体育场。
该俱乐部在2017年时参加愛沙尼亞足球甲級聯賽的赛事，但在2018年3月宣布破产。其足球学院继续运行并该名字，并继续在爱沙尼亚第四级别的联赛中参赛。

## 外部連結
- 官方网站 （俄文）